# デア・シュパイト
『デア・シュパイト』（ザ・ギャプ – マインドコントロール) （原題：The Gap）は、キム・シュクラン監督・脚
本による2014年のドイツ映画。2015年にインドネシア・ジャカルタで開催されたジャカル
タ国際映画祭で金賞を受賞している.

## 概要
この映画は、アレックスという若い性転換者の孤立を描いた物語である。アレックスは、
無職の母親と希望のない反理想郷に住んでいる。ある日、アレックスは中堅の写真レポー
ターのクリスチャンと会うことになる。当初クリスチャンは、アレックスのことを女性と
認識していた。彼らは、性別やジェンダーに対しての革命を起こすことを試みる.

## キャスト
- マリーン・フィッシャー – アレックス
- フォルカー・ドゥーカー – クリスチャン
- ドロシィア・バイテェアー – 母
- ワーナー・ブラウンシャードゥー- ベルナルド教授
- バーンド・ミチャエル・ストラーブ – ミュラー
- トリッシュ・ドーナー – 顔
- ヤナ・ロビン・ラブーン – レズビアン